# Santi Apostoli (Firenze)
A Chiesa dei Santi Apostoli egy templom Firenzében. A hagyomány szerint Nagy Károly alapította 805-ben, de bizonyítékok szerint a 11. században épült. A homlokzatát többször átépítették, majd az egész templomot román stílusban restaurálták az 1930-as években.
Kapuját valószínűleg Benedetto da Rovezzano készítette a 14. század elején. A kaputól balra egy tábla található rajta azzal a mondával, miszerint a templomot Nagy Károly alapította, és két lovagjának, Rolandnak és Olivérnek a jelenlétében szentelték fel. A felújítás után a templom ismét háromhajós lett, két, 16. században épült oldalkápolnával. A mennyezet a 13-14. századból való, a hajókat elválasztó korinthoszi oszloppár első tagjait egy római fürdőből szállították ide, a többi ezek másolata. A templom alapjait valószínűleg régi fürdő falából épült.
A jobb oldali harmadik kápolnában látható Giorgio Vasari képe, amely a szeplőtelen fogantatást ábrázolja 1541-ből. A főoltár képe 1384-ben készült. A bal oldali hajóban egy nagy terrakotta tabernákulum van, amely Giovanni della Robbia alkotása. Az egyik oldalfalnál Oddo Altoviti síremléke látható, amelyet 1507-ben készített Rovezzano. A templomban ezen kívül sok, a padlózatba beépített síremlék látható, ami a templom egykori fontosságára utal.
A sekrestyében azokat a tűzkőszilánkokat őrzik, amelyek a legenda szerint a jeruzsálemi Szent Sírból származnak, és Pazzino de'Pazzi révén kerültek Firenzébe a 11. század végén. Minden nagyszombaton ezekkel a tűzkövekkel gyújtanak tüzet, majd egy zománcozott ezüstlanternában viszik a Dómhoz, ahol a Scoppio del Carro nevű tűzijátékos szertartásnál van szerepe.
A közelben húzódó Borgo Santi Apostoli utca a templomról kapta a nevét.